# Књига спаса
Књига спаса (енгл. The Book of Eli) је постапокалиптични научно фантастични акциони филм из 2010. који су режирала браћа Хјуз.
Главну улогу тумачи Дензел Вошингтон који игра Елија који је задужен да однесе последњу копију Библије на сигурно.

## Прича
2042, 30 година након апокалиптичног догађаја Ели (Дензел Вошингтон) путује ка западној обали САД. У међувремену, он се зауставља у једном трошном граду који надгледа човек по имену Карнеги (Гери Олдман). Ту упознаје његову слепу конкубину Клаудију (Џенифер Билс) и њену кћер Солару (Мила Кунис) која одлучује да му помогне да изручи књигу. Међутим, испоставља се да Карнеги већ неколико година шаље плаћенике који по свету траже управо књигу коју Ели поседује, како би је искористио да влада људима.

## Пријем код публике
Филм је добио мешовите критике. На сајту '' је 48% критика било позитивно са просечном оценом 5.4 од 10.. Метакритик је филм оценио са 53/100.